# تپه مرده‌شورخانه
تپه مرده شورخانه مربوط به اوایل دوران‌های تاریخی پس از اسلام است و در شهرستان اسلام‌آباد غرب، بخش حمیل، دهستان منصوری، ۱۲۰ متری شمال شرق چغا خاکریز، ۵۲۰ متری روستای روتوند واقع شده و این اثر در تاریخ ۱۴ اسفند ۱۳۸۵ با شمارهٔ ثبت ۱۷۸۵۹ به‌عنوان یکی از آثار ملی ایران به ثبت رسیده است.